# Hurdalssjøen
Der Hurdalssjøen ist ein See in den Kommunen Eidsvoll, Nannestad und Hurdal in der norwegischen Provinz Akershus. Sein Abfluss zur Vorma bildet die Andelva, an der das Bønsdalen kraftverk sowie 4 weitere kleinere Wasserkraftwerke liegen. Der See wird um 3 m gegenüber seinem ursprünglichen Niveau aufgestaut. Hauptzufluss in den See ist die Hurdalselva. 
Seine Fläche beträgt 36,2 km², seine Länge 19,2 km.
Das Einzugsgebiet des Hurdalssjøen wird durch den Verneplan III geschützt. Es gibt auch ein Naturschutzgebiet im Norden des Sees an der Mündung des Flusses Hurdalselva. Der Hurdalssjøen bietet Bade- und Angelmöglichkeiten sowie eine reiche Tierwelt.